# Всероссийский научно-исследовательский институт авиационных материалов

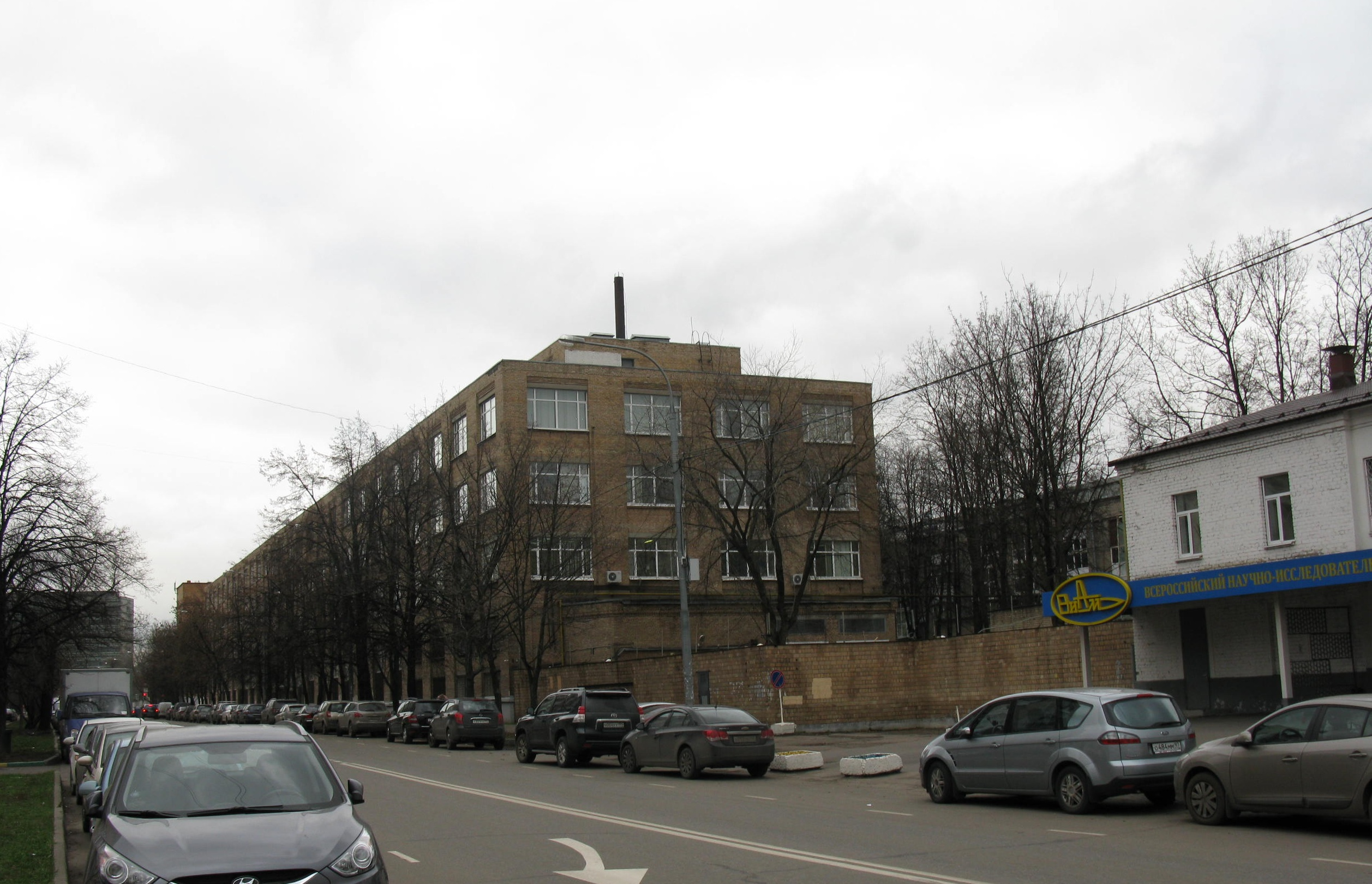
Производственный корпус опытного завода ВИАМ на проспекте Буденного в Москве

Всероссийский научно-исследовательский институт авиационных материалов Национального исследовательского центра «Курчатовский институт» (НИЦ «Курчатовский институт» — ВИАМ) — государственный научный центр Российской Федерации в области материаловедения. В институте реализован полный инновационный цикл – от фундаментальных и прикладных исследований до создания высокотехнологичных наукоемких производств по выпуску материалов нового поколения, полуфабрикатов и уникального технологического оборудования. Специалисты ВИАМ разрабатывают и поставляют широкую номенклатуру металлических и неметаллических материалов, покрытий, технологических процессов и оборудования, методов и средств защиты от коррозионных поражений и биоповреждений для авиационного и иного машиностроения, энергетики, строительства, медицины и др.

## История
28 июня 1932 года издан Приказ по народному комиссариату тяжёлой промышленности СССР от 28 июня 1932 года № 435 об образовании Всесоюзного научно-исследовательского института авиационных материалов (ВИАМ).
В 1932 году организована лаборатория общего металловедения, коррозии металлов и их защиты (отделы: авиалеса, экспериментальной металлургии, цветных металлов, чёрных металлов, химико-технологический, химико-аналитический).
В 1932 году разработана и внедрена в промышленность сталь «хромансиль» 30ХГСА с прочностью 1600—1700 МПа, что позволило освободиться от экспортных поставок. Разработана теория рекристаллизации алюминиевых сплавов.
В 1932—1950 годах созданы основы теории многоэлектродной структурной коррозии металлов.
В 1933—1950 годах развиты основы теории прочности и надёжности металлических сплавов.
В 1937 году создана авиационная броня. Организована лаборатория авиационной брони.
В 1940 году создан древесный композит дельта-древесина.
В 1942—1943 годах созданы мягкие фибровые баки повышенной живучести. Внедрены в конструкциях боевых самолётов недешифруемые маскировочные лакокрасочные покрытия.
В 1942—1944 годах созданы наплавочные сплавы для клапанов авиационных двигателей.
В 1944—1949 годах создан комплекс материалов, технологий и методов контроля для атомной энергетики.
В 1945 году за вклад в победу в Великой Отечественной войне институт награждён орденом Ленина.
В 1947 году организованы лаборатории неметаллических материалов и экспериментально-технологическая база (ЭТБ) неметаллов.
Создана отраслевая лаборатория стандартизации
В 1948—1955 годах разработана гетерофазная теория жаропрочности. Созданы литейные и деформируемые жаропрочные никелевые сплавы для газотурбинных двигателей.
В 1950—1960 годах разработаны первые герметизирующие материалы.
Разработаны технологии вакуумно-индукционной плавки, вакуумного дугового переплава жаропрочных сплавов и высокопрочных сталей.
В 1950—1970 годах созданы основы теории легирования высокопрочных алюминиевых сплавов.
Заложены основы технологического процесса точного литья крупногабаритных деталей для изделий авиакосмической техники.
3 июня 1951 года создана первая в СССР лаборатория титановых сплавов, что послужило началом развития титана в стране.
В 1952 году разработаны первый отечественный титановый сплав и основы технологии плавки, литья и термомеханической обработки полуфабрикатов из титановых сплавов.
В 1955—1956 годах созданы первые бериллиевые сплавы.
В 1958—1968 годах разработаны высокопрочные коррозионно-стойкие свариваемые стали «стального» истребителя МиГ-25.
В 1960—1970 годах разработана технология точного литья деталей из жаропрочных сплавов, созданы технологические процессы и оборудование для направленной кристаллизации и литья лопаток ГТД с монокристаллической структурой.
В 1955—1975 годах создан и внедрён в ракетной технике класс специальных кислотостойких сталей для работы в сильноокислительных средах.
В 1960—1980 годах разработаны литейные высокопрочные коррозионно-стойкие и конструкционные стали и литейные высокопрочные жаропрочные сплавы для литья крупногабаритных фасонных деталей изделий аэрокосмической техники.
Разработаны теоретические основы и созданы новые виды полимерных связующих, лакокрасочных материалов, клеев, герметиков, теплозащитных и эрозионностойких материалов, специальных покрытий, многофункциональных неметаллических (радиопрозрачных, радиопоглощающих) материалов.
В 1961—1968 годах разработан комплекс неметаллических материалов, обеспечивающих изготовление конструкций для ракетной и авиационной техники.
В 1965—1991 годах разработан сверхлёгкий свариваемый коррозионно-стойкий алюминийлитиевый сплав для конструкций планеров самолётов.
В 1970—1990 годах создана лаборатория полимерных композиционных материалов (КМ). Разработаны основы материаловедения и технология нового класса конструкционных и многофункциональных КМ.
Осуществлено внедрение полимерных КМ в конструкции планеров самолетов Ан-124, Ан-225, МиГ-29, Ту-160, Су-26, лопастей и планера вертолетов Ка-32, Ка-50, Ми-26, статорных лопаток и корпусных деталей газотурбинных двигателей Д36, Д18, космических и ракетных комплексов, искусственных спутников Земли и других изделий народного хозяйства.
В 1970—2000 годах разработано более 100 пожаробезопасных материалов для интерьера всех типов пассажирских самолетов и вертолетов, что исключило случаи возгорания материалов интерьера. ВИАМ — единственная организация в странах СНГ, которая располагает всем комплексом испытательного оборудования по оценке пожаробезопасности материалов.
В 1975—1995 годах созданы серия высокопрочных титановых сплавов и технологии их производства и применения в конструкциях.
В 1973—1987 годах разработан комплекс уникальных материалов, а также средств неразрушающего контроля, обеспечивший создание многоразового космического корабля «Буран».
В 1955—1980 годах созданы высокотемпературные гидравлические жидкости для сверхзвуковой авиации и взрывопожаробезопасных жидкостей для гражданской авиации, а также противообледенительных авиационных жидкостей.
В 1932—2000 годах разработаны присадочные материалы и припои, созданы технологические процессы сварки и пайки металлических конструкционных материалов.
В 1970—1999 годах развита концепция и созданы научные основы получения высокожаропрочных никелевых и интерметаллидных сплавов, а также металлических композиционных материалов.
В 1972—1995 годах создана лаборатория защитных технологических и жаростойких эмалей. Разработаны основы синтеза и технология получения и нанесения нового класса высокотемпературных стеклокерамических покрытий и материалов. Осуществлено внедрение покрытий на заводах различных отраслей промышленности при производстве самолетов МиГ-25, Ил-76, Ан-22, Ту-160, Су-25, Су-27, МиГ-29, практически всех авиационных газотурбинных двигателей, жидкостных реактивных двигателей. Впервые в мировой практике созданы реакционноотверждаемые покрытия для теплозащиты МКК «Буран». Разработаны научные основы создания керамических, углеродкерамических и стеклокерамических композиционных материалов и покрытий.
Разработаны технология и оборудование для высокоградиентного литья монокристаллических лопаток с транспирационным (проникающим) охлаждением и их защиты от высокотемпературной газовой коррозии; созданы высокожаропрочные сплавы с повышенным содержанием рения для газотурбинных двигателей.
В 1980—2000 годах предложена и реализована концепция создания интеллектуальных и адаптирующихся полимерных композиционных материалов. Выполнено крыло обратной стреловидности из адаптирующегося углепластика для самолета Су-37.
Начато широкое внедрение полимерных композитов в самолето- и вертолетостроение: Ту-204, Ил-96-300, Ту-334, Ил-114, Ка-62, Су-37 и другие.
Разработана и внедрена концепция комплексной противокоррозионной защиты авиационной техники для эксплуатации в различных климатических условиях.
Распоряжением Правительства Российской Федерации от 21 апреля 2021 г. №1032-р Национальный исследовательский центр «Курчатовский институт» осуществляет от имени Российской Федерации полномочия учредителя и собственника имущества Всероссийского научно-исследовательского института авиационных материалов (ВИАМ).

## Санкции
3 марта 2022 года, на фоне вторжения России на Украину, институт попал под санкции США в качестве ответа на «преднамеренную, неспровоцированную войну России против Украины», отмечая что «предприятие проектирует, разрабатывает и производит оружие, которое путинские военные используют для нападения на Украину» В частности, институт поставляет специализированные материалы для российских военных систем вооружения, включая ударные вертолеты и ракеты.
24 марта 2022 года институт попал под санкции Великобритании так как ВИАМ вовлечен в получение выгоды от Правительства России, осуществляя деятельность в качестве аффилированной с Правительством России организации. 19 октября 2022 года ВИАМ  включён в санкционный список Украины «в ответ на умышленное и неспровоцированное вторжение России в Украину».
По аналогичным основаниям институт находится под санкциями Австралии, Японии и Новой Зеландии.

## Награды
- В 1945 году награжден орденом Ленина
- В 1982 году награждён орденом Октябрьской Революции[56]
- 2002 год — Благодарность Президента РФ
- 2007 год — Благодарность Президента РФ
- 2012 год — Благодарность Президента РФ
- 2017 год — Благодарность Президента РФ